# Ablepharus
Ablepharus – rodzaj jaszczurek z podrodziny Lygosominae w obrębie rodzinie scynkowatych (Scincidae).

## Zasięg występowania
Rodzaj obejmuje gatunki występujące od Europy Środkowej przez wschodnią Europę Południową, Bliski Wschód i Kaukaz po Azję Środkową, zachodnie i południowo-zachodnie Chiny oraz Azję Południową – w Słowacji, Rumunii, Bułgarii, Bośni i Hercegowinie, Serbii, Czarnogórze, Macedonii Północnej, Chorwacji, na Węgrzech, w Albanii, Grecji, Turcji, Cyprze, Azerbejdżanie, Armenii, Gruzji, Tadżykistanie, Kazachstanie, Kirgistanie, Uzbekistanie, Turkmenistanie, Syrii, Libanie, Izraelu, Jordanii, Egipcie, Zjednoczonych Emiratach Arabskich, Kuwejcie, Omanie, Jemenie, Arabii Saudyjskiej, Iranie, Iraku, Pakistanie, Afganistanie, Indiach, Nepalu, Bhutanie, Chinach i Bangladeszu.

## Systematyka
Rodzaj zdefiniował w 1823 roku austriacki przyrodnik Leopold Fitzinger w publikacji Martina Lichtensteina poświęconej zbiorom Królewskiego Muzeum Zoologicznego Uniwersytetu w Berlinie. Gatunkiem typowym jest (oznaczenie monotypowe) Ablepharus pannonicus.

### Etymologia
- Ablepharus: gr. αβλεφαρος ablepharos ‘bez brwi’[8].
- Microblepharis: gr. μικρος mikros ‘mały’[9]; βλεφαρις blepharis, βλεφαριδος blepharidos ‘rzęsa, powieka’[10]. Gatunek typowy (oryginalne oznaczenie): Ablepharus menestriesii Duméril & Bibron, 1839 (= Scincus bivittatus Menetries, 1832).
- Blepharosteres: gr. βλεφαρις blepharis, βλεφαριδος blepharidos ‘rzęsa, powieka’[10]; στερησις sterēsis ‘pozbawiony’[11]. Gatunek typowy (oznaczenie monotypowe): Blepharosteres grayanus Stoliczka, 1872.
- Asymblepharus: gr. ασυμφυης asumphuēs ‘nie łączący się, nie zrastający’; βλεφαρις blepharis, βλεφαριδος blepharidos ‘rzęsa, powieka’[4]. Gatunek typowy (oryginalne oznaczenie): Ablepharus alaicus Elpatjevsky, 1901.
- Himalblepharus: Himalaje; rodzaj Ablepharus Fitzinger, 1823[5]. Gatunek typowy (oryginalne oznaczenie): Mocoa sikkimensis Blyth, 1854.

### Podział systematyczny
Do rodzaju należą następujące gatunki:
- Ablepharus alaicus Elpatjevsky, 1901
- Ablepharus anatolicus Schmidtler, 1997
- Ablepharus bivittatus (Menetries, 1832)
- Ablepharus budaki Göçmen, Kumlutas & Tosunoğlu, 1996
- Ablepharus chernovi Darevsky, 1953
- Ablepharus darvazi Eremchenko & Panfilov, 1990
- Ablepharus deserti Strauch, 1868
- Ablepharus eremchenkoi (Panfilov, 1999)
- Ablepharus grayanus (Stoliczka, 1872)
- Ablepharus himalayanus (Günther, 1864)
- Ablepharus kitaibelii Bibron & Bory St-Vincent, 1833 – ablefarus panoński
- Ablepharus ladacensis (Günther, 1864)
- Ablepharus lindbergi Wettstein, 1960
- Ablepharus mahabharatus (Eremchenko, Shah & Panfilov, 1998)
- Ablepharus nepalensis (Eremchenko & Helfenberger, 1998)
- Ablepharus pannonicus (Lichtenstein, 1823)
- Ablepharus rueppellii (Gray, 1839)
- Ablepharus sikimmensis (Blyth, 1854)
- Ablepharus tragbulensis (Alcock, 1898)